# عمران عباس
عمران عباس هو عارض وممثل باكستاني، ولد في 15 أكتوبر 1982 بلاهور في باكستان.

## وصلات خارجية
- عمران عباس على موقع IMDb (الإنجليزية)
- عمران عباس على موقع قاعدة بيانات الفيلم (الإنجليزية)